# James Abbott (General)

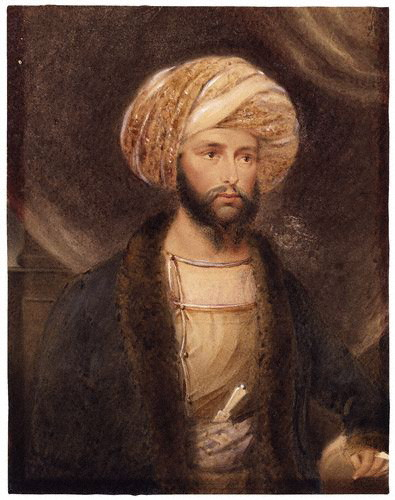
James Abbott

Sir James Abbott KCB (* 12. März 1807; † 6. Oktober 1896 in Ryde, Isle of Wight) war ein britischer General, der seine Dienstzeit in der North West Frontier des damaligen Britisch-Indien verbrachte.

## Leben
James Abbott war der Sohn eines früher in Kalkutta tätigen Händlers. Er besuchte in Blackheath bei London die Schule, die zur gleichen Zeit auch Benjamin Disraeli besuchte. Von 1821 bis 1823 schloss sich daran eine militärische Ausbildung im Addiscombe College bei Croydon an. Ende 1823 ging er als Leutnant zur Bengal Artillery nach Indien. Hier nahm er 1826 zusammen mit seinem älteren Bruder Augustus an der Eroberung von Festung und Staat Bharatpur teil. In den folgenden Friedensjahren erreichte er 1838 den Rang eines Hauptmanns.
In diesem Jahr war er mit an der britischen Invasion Afghanistans im Ersten Anglo-Afghanischen Krieg beteiligt. Im April 1839 rückte er in Kandahar ein. Im Jahre wurde er als Militärberater über Herat in das Khanat Chiwa abgeordnet, um dort als Militärberater und Emissär zu wirken. Das Khanat sah sich nach dem britischen Einmarsch in Afghanistan verstärktem Druck Russlands ausgesetzt, das seine Süd-Grenze in Mittelasien absichern und erweitern wollte. Den Anlass lieferten Räuberbanden aus dem Khanat, die immer wieder Russen in die Sklaverei verschleppten. Abbotts Mission hatte jedoch nur teilweise Erfolg.

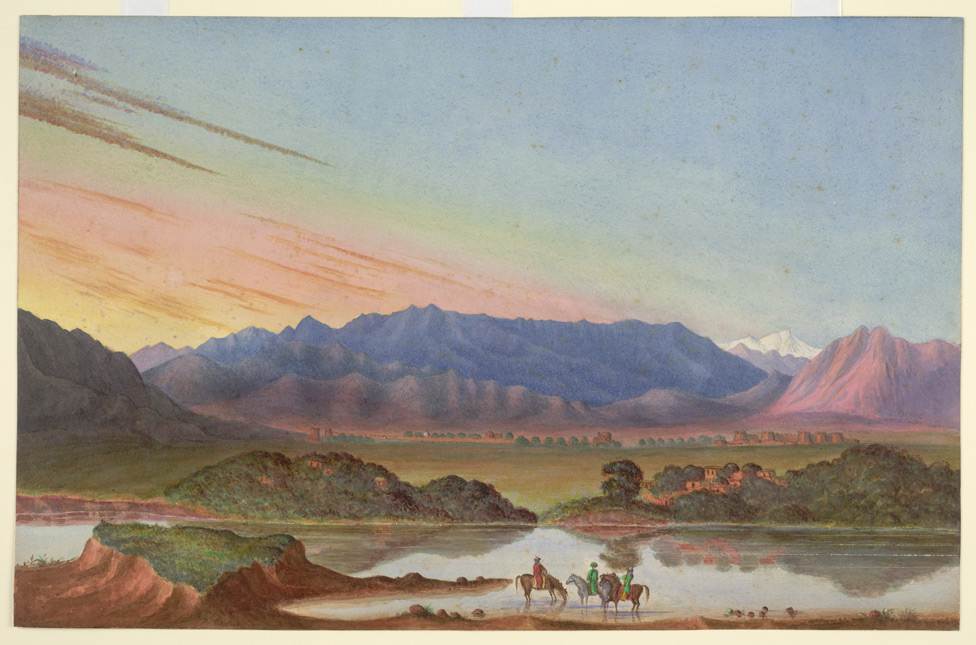
Die Hazara-Region, 1851 von James Abbott

Abbott konnte zwar mit dem Khan Allah Quli Bahadur sprechen, wurde von diesem dann aber mit Briefen an den Zaren abgesandt. Auf dem Weg nach Russland wurde Abbott jedoch von kasachischen Räubern festgesetzt. Bei dem Überfall verlor er durch einen Schwerthieb einige Finger der rechten Hand. Abbotts Vorgesetzten, die nichts über seinem Verbleib in Erfahrung bringen konnten, entsandten daraufhin mit Richmond Shakespeare einen weiteren Emissär nach Khiva, der den Khan von der Freilassung der russischen Sklaven überzeugen konnte. Abbott wurde schließlich aufgrund der diplomatischen Briefe an den Zaren von den Räubern entlassen und erreichte am Kaspischen Meer russischen Boden. Von hier aus setzte er seine Reise nach Sankt Petersburg fort, wo er seine Briefe überbrachte. Der Empfang dort war sehr kühl, und die überbrachten Angebote wurden zurückgewiesen. Im August 1840 gelangte Abbott schließlich nach Großbritannien. Im September 1841 kehrte er nach Indien zurück, wo er 1844 Margaret Anne Harriet Hutchison heiratete, die im folgenden Jahr nach der Geburt einer Tochter starb. 1845 wurde Abbott Beauftragter für den Hazara-Bezirk im heutigen nordwestlichen Pakistan, der eigentlich noch zum gerade eben im Ersten Sikh-Krieg besiegten Sikh-Reich gehörte.
Als es dort 1848, am Beginn des Zweiten Sikh-Kriegs, unter den Sikh-Truppen zu Unruhen kam, befürchtete Abbott einen Aufstand des lokalen Provinzgouverneurs Chattar Singh Attariwalla. Er zog mit örtlichen muslimischen Einheiten gegen den Gouverneur und die unruhigen Sikh-Truppen und schlug, abgeschnitten von den anderen britischen Truppen, die Unruhen nieder. Am Marquella Pass gelang es ihm mit seinen Truppen, den Vormarsch zahlenmäßig überlegener Truppen von Sikhs und Afghanen zum Stehen zu bringen und den Pass zu halten. Er erhielt dafür den ausdrücklichen Dank des Generalgouverneurs und beider Häuser des britischen Parlaments sowie seine Ernennung zum Major. Er verblieb in Hazara, wo er sehr erfolgreich wirkte. 1852 führte er erfolgreich eine Strafexpedition für die Ermordung zweier britischer Steuereintreiber durch. Ihm zu Ehren erhielt die im Distrikt befindliche Stadt Abbottabad ihren Namen. Im Juli 1857 wurde er zum Oberstleutnant ernannt. 1868 heiratete er Anna Matilda de Montmorency. 1877, mit seinem Ausscheiden aus dem aktiven Dienst, wurde ihm der Generalsrang verliehen. 1894 wurde er zum Ritter des Bathordens ernannt.